# 彭达彰
彭达彰（1908年—1987年），男，山东荣成人，中华人民共和国政治人物，曾任中直机关工委副书记，中国社会科学院党委书记。